# ساتسیوی
ساتسیوی (گرجی: საცივი) (به انگلیسی: Satsivi) که همچنین با نام مرغ داخل سس گردو هم معروف است، یک غذای گرجی است. این خوراکی با استفاده از ماکیان (همچجون مرغ یا بوقلمون) درآمیخته درون سس گردو تهیه می‌شود که به‌طور معمول با نمک، فلفل سیاه، سیر، شنبلیله، گشنیز و دارچین طعم‌دار می‌شود. واژهٔ ساتسیوی (satsivi) همچنین به عنوان یک اصطلاح کلی برای انواع ماکیان که با سس گردو آماده مصرف شده، مورد استفاده قرار می‌گیرد.